# ルイス・ゴンサレス (1992年生の投手)
ルイス・ウンベルト・ゴンサレス（Luis Humberto Gonzalez、1992年1月17日 - ）は、ドミニカ共和国バルベルデ州マオ出身のプロ野球選手（投手）。左投右打。MLBのボルチモア・オリオールズ傘下所属。愛称はエル・ゴンジー。
NPB初の「ゴンサレス」表記の選手である。

## 経歴

### プロ入りとフィリーズ傘下時代
2010年2月にフィラデルフィア・フィリーズと契約しプロ入り。
2013年3月16日に自由契約となった。

### オリオールズ傘下時代
2013年7月18日にボルチモア・オリオールズとマイナー契約を結んだ。
2014年はA級デルマーバ・ショアバーズで17試合に登板して6勝4敗、防御率4.83という成績を残した。
2015年から2017年まではA+級フレデリック・キーズに所属し、2015年は6勝11敗、防御率6.88、2016年は1勝2敗、防御率3.13、2017年は6勝2敗、防御率2.47という成績を挙げた。
2018年はAA級ボウイ・ベイソックスに昇格。リーグのオールスターにも選出されるなど活躍し、後半はAAA級ノーフォーク・タイズに昇格。14試合に登板して防御率5.04の成績を残した。
2019年はAA級ボウイとAAA級ノーフォークでプレーしたが、合計38試合に登板して、3勝5敗、防御率6.89と苦戦し、メジャーには届かぬまま、オフの11月4日にFAとなり退団した。

### 中日時代
2019年12月6日に中日ドラゴンズと契約を結んだ。球団から前年度セットアッパーとして活躍し、MLBに移籍したジョエリー・ロドリゲスの後任を期待され、背番号もロドリゲスが着けていた「57」に一度決まるも、その後自ら希望して「53」に変更した。ゴンサレスはその理由を「マイナー時代にロドリゲスの48番を引き継いだので、今回は自分の番号にしたかった」と明かしている。
2020年は開幕一軍入りを果たし、中継ぎとして28試合に登板した。ナゴヤドームでは13試合に登板して防御率0.75と安定感を見せたが、ビジターゲームでの登板では投球に精彩を欠いた。オフの11月8日にソイロ・アルモンテ、エンニー・ロメロ、サンディ・ブリトー、モイセ・シエラと共に翌年の契約を結ばない事が球団より発表された。

### ジャイアンツ傘下時代
2021年1月20日にサンフランシスコ・ジャイアンツとマイナー契約を結んだ。AAA級サクラメント・リバーキャッツで20試合に登板したが、防御率7.36と結果を残せず、8月7日に自由契約となった。

### イタリア球界時代
2022年はイタリア・セリエAのウニポルサイ・フォルティトゥード・ボローニャでプレー。10試合に登板して防御率2.01、40奪三振を記録した。

### メキシカンリーグ時代
2023年4月24日にメキシカンリーグのモンテレイ・サルタンズと契約した。39試合に登板して2勝0敗、防御率1.69という好成績を挙げた。

### オリオールズ傘下時代
2023年10月6日にボルチモア・オリオールズとマイナー契約を結んだ。

## 選手としての特徴・人物
最速156km/hの速球と高速スライダーが特徴。

## 詳細情報

### 年度別投手成績
| 年 度     | 球 団     | 登 板 | 先 発 | 完 投 | 完 封 | 無 四 球 | 勝 利 | 敗 戦 | セ 丨 ブ | ホ 丨 ル ド | 勝 率 | 打 者 | 投 球 回 | 被 安 打 | 被 本 塁 打 | 与 四 球 | 敬 遠 | 与 死 球 | 奪 三 振 | 暴 投 | ボ 丨 ク | 失 点 | 自 責 点 | 防 御 率 | W H I P |
| --------- | --------- | ----- | ----- | ----- | ----- | -------- | ----- | ----- | -------- | ----------- | ----- | ----- | -------- | -------- | ----------- | -------- | ----- | -------- | -------- | ----- | -------- | ----- | -------- | -------- | ------- |
| 2020      | 中日      | 28    | 0     | 0     | 0     | 0        | 0     | 0     | 0        | 4           | ----  | 119   | 26.1     | 34       | 3           | 9        | 0     | 1        | 27       | 2     | 0        | 16    | 14       | 4.78     | 1.63    |
| 通算：1年 | 通算：1年 | 28    | 0     | 0     | 0     | 0        | 0     | 0     | 0        | 4           | ----  | 119   | 26.1     | 34       | 3           | 9        | 0     | 1        | 27       | 2     | 0        | 16    | 14       | 4.78     | 1.63    |

- 2020年度シーズン終了時

### 年度別守備成績
| 年 度 | 球 団 | 投手  | 投手  | 投手  | 投手  | 投手  | 投手     |
| 年 度 | 球 団 | 試 合 | 刺 殺 | 補 殺 | 失 策 | 併 殺 | 守 備 率 |
| ----- | ----- | ----- | ----- | ----- | ----- | ----- | -------- |
| 2020  | 中日  | 28    | 0     | 2     | 0     | 0     | 1.000    |
| 通算  | 通算  | 28    | 0     | 2     | 0     | 0     | 1.000    |

- 2020年度シーズン終了時

### 記録
投手記録
- 初登板：2020年6月20日、対東京ヤクルトスワローズ2回戦（明治神宮野球場）、8回裏に5番手で救援登板、1回2失点
- 初奪三振：2020年6月26日、対広島東洋カープ1回戦（ナゴヤドーム）、8回表に大瀬良大地から見逃し三振
- 初ホールド：2020年7月2日、対阪神タイガース3回戦（ナゴヤドーム）、6回表に2番手で救援登板、1回無失点

### 背番号
- 53（2020年）[注 1]